# Sylacauga
Sylacauga ist eine US-amerikanische Stadt in Alabama. Sie liegt im Talladega County und hatte im Jahr 2020 bei der Volkszählung 12.578 Einwohner.
Der erste dokumentierte Fall, in welchem eine Person durch ein Objekt aus dem Weltraum getroffen und verletzt wurde, ereignete sich hier. Am 30. November 1954 stürzte ein 4 kg schwerer Meteorit durch das Dach eines Hauses, prallte auf ein Rundfunkgerät und verletzte die Bewohnerin Ann Hodges.

## Geographie
Sylacaugas geographische Koordinaten sind 33° 11′ N, 86° 15′ W (33,178360, −86,251068).
Nach den Angaben des United States Census Bureaus hat die Stadt eine Fläche von 48,3 km², wovon 48,0 km² auf Land und 0,3 km² (= 0,59 %) auf Gewässer entfallen.

## Geschichte
Die ersten bekannten Bewohner des Gebietes im Tal des Coosa Rivers waren Indianer vom Stamme der Creek. Sylacauga wurde erstmals 1540 in den Aufzeichnungen Hernando de Sotos erwähnt. Der Name setzt sich aus zwei indianischen Worten zusammen – Chalaka-ge, was so viel bedeutet wie „Der Platz des Chalaka-Stammes“. Die Stadt wurde erstmals 1838 als Syllacoga inkorporiert und dann nochmals 1887 als Sylacauga. Sylacauga, „The Marble City“, befindet sich auf einem der härtesten und hellsten anstehenden Marmorfelder der Welt. Dieses hat eine Länge von etwa 50 km und ist etwa zwei Kilometer breit und etwa 120 Meter mächtig. Aus einem Steinbruch Sylacaugas stammt der Marmor für das Weiße Haus in Washington.

## Demographie

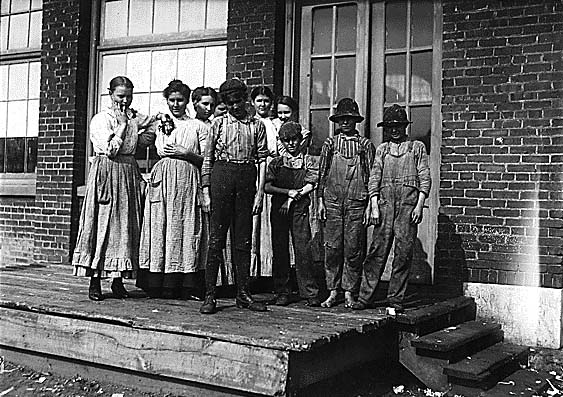
Kinderarbeit in den Central Mills. Im November 1910 fotografiert von Lewis Hine.

Zum Zeitpunkt des United States Census 2000 bewohnten Sylacauga 12.616 Personen die Stadt. Die Bevölkerungsdichte betrug 262,9 Personen pro km². Es gab 5748 Wohneinheiten, durchschnittlich 119,8 pro km². Die Bevölkerung Sylacaugas bestand zu 69,17 % aus Weißen, 28,91 % Schwarzen oder African American, 0,26 % Native American, 0,29 % Asian, 0,06 % Pacific Islander, 0,40 % gaben an, anderen Rassen anzugehören und 0,91 % nannten zwei oder mehr Rassen. 0,97 % der Bevölkerung erklärten, Hispanos oder Latinos jeglicher Rasse zu sein.
Die Bewohner Sylacaugas verteilten sich auf 5215 Haushalte, von denen in 30,1 % Kinder unter 18 Jahren lebten. 46,3 % der Haushalte stellten Verheiratete, 16,1 % hatten einen weiblichen Haushaltsvorstand ohne Ehemann und 34,4 % bildeten keine Familien. 31,7 % der Haushalte bestanden aus Einzelpersonen und in 15,5 % aller Haushalte lebte jemand im Alter von 65 Jahren oder mehr alleine. Die durchschnittliche Haushaltsgröße betrug 2,37 und die durchschnittliche Familiengröße 3,00 Personen.
Die Stadtbevölkerung verteilte sich auf 25,0 % Minderjährige, 8,3 % 18–24-Jährige, 25,9 % 25–44-Jährige, 22,2 % 45–64-Jährige und 18,6 % im Alter von 65 Jahren oder mehr. Das Durchschnittsalter betrug 39 Jahre. Auf jeweils 100 Frauen entfielen 81,3 Männer. Bei den über 18-Jährigen entfielen auf 100 Frauen 77,0 Männer.
Das mittlere Haushaltseinkommen in Sylacauga betrug 29.533 US-Dollar und das mittlere Familieneinkommen erreichte die Höhe von 40.275 US-Dollar. Das Durchschnittseinkommen der Männer betrug 32.092 US-Dollar, gegenüber 21.990 US-Dollar bei den Frauen. Das Pro-Kopf-Einkommen in Sylacauga war 16.209 US-Dollar. 21,3 % der Bevölkerung und 16,6 % der Familien hatten ein Einkommen unterhalb der Armutsgrenze, davon waren 33,6 % der Minderjährigen und 16,7 % der Altersgruppe 65 Jahre und mehr betroffen.

## Söhne und Töchter der Stadt
- Jim Nabors (1930–2017), Schauspieler, Sänger und Komiker
- Jonathan Bearden, Schauspieler
- Van Allen Plexico, Autor
- Gerald Wallace (* 1982), Basketballspieler in der NBA
- Ehren Wassermann, Baseballspieler in der MLB